# Empel
Empel  é uma aldeia e um bairro no município neerlandês de 's-Hertogenbosch, na província de Brabante do Norte com cerca de 5 390 habitantes (31 de dezembro de 2008, fonte: CBS).

## Etmologia
O nome Empel vem da palavra protogermânica amba. Amb ou Emb significa água. Mais tarde ela foi escrita Empla ou Empele. Era uma aldeia rodeada de água. As mudanças no curso do rio Mosa e o tamanho exato do território de Empel sofreram grandes alterações ao longo dos séculos.

## História
Empel tem sua origem em um passado distante. Existem achados arqueológicos que indicam sua origem celta e foram encontradas ruínas de um templo romano dedicado a Hercules Magusanus, o nome latino do supremo deus dos Batavos..
Na Idade Média foi Empel juntamente com Meerwijk um feudo. O centro da aldeia localizava-se onde atualmente fica o bairro de Oud-Empel, em Maaspoort.
Durante a Revolução Francesa, o feudo passou a ser governado por Luís I da Holanda, que o transformou em município com o nome de Empel en Meerwijk.
No final da Segunda Guerra Mundial, a antiga aldeia de Empel sofreu sérios danos e sua igreja católica foi destruída. A aldeia, a igreja e a Câmara Municipal, foram reconstruídas, por volta de 1952, em um novo local a sudeste da localização anterior. A nova aldeia de Empel era a sede administrativa do município de Empel en Meerwijk e permaneceu assim até 1971, quando o município foi extinto e as vilas de Empel e  Meerwijk foram anexadas ao município de 's-Hertogenbosch.

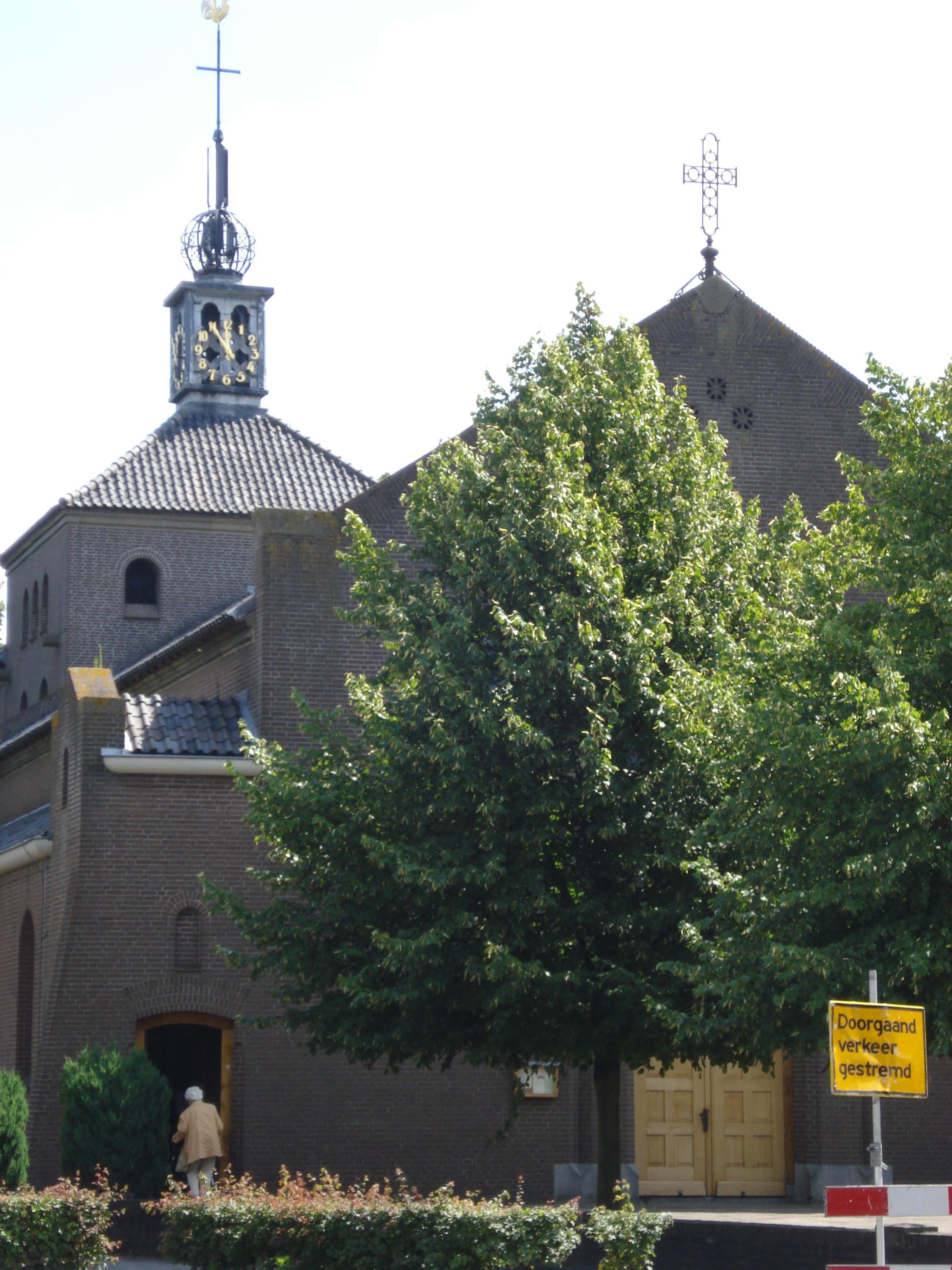
A igreja católica de Empel.